# Мухаммад III аль-Махлу
Абу́ Абдулла́х Мухаммад III ибн Мухаммад аль-Махлу́’ (араб. أبو عبد الله محمد بن محمد المخلوع‎; 15 августа 1257, Гранада, Аль-Андалус — 7 апреля 1314, Альмуньекар) — третий эмир Гранады с 1302 по 1309 год.

## Биография
Мухаммед III взошёл на престол после отравления своего отца, к которому Мухаммед III наверняка имел отношение. По крайней мере он расправился с дворцовой охраной, сначала заключив их под стражу, а затем и казнив. В первые годы правления проводил внешнюю политику отца, поддерживая союзнические отношения с марокканскими Маринидами против королевства Кастилии и Леона. Так в 1303 году был захвачен гранадцами стратегически важный замок Бедмар. В том же году он помогает войсками Абу Якубу Юсуфу, султану Маринидов, в осаде Тлемсена и заключает договор с королём Арагона Хайме II. Подписав это соглашение, а в 1304 году и с королевством Кастилии и Леона, признавая вассальную зависимость от последней в расчёте на военную поддержку против Маринидов, кардинально меняет направление внешней политики. Но захватив с моря в 1306 году Сеуту, он вызывает резкое недовольство своих новых союзников, заключивших теперь с Маринидами план раздела Гранадского эмирата. Недовольство тем, что Мухаммед III избрал мусульман своими врагам, выросло и в самом эмирате. В результате эмир был низложен собственным братом в 1309 году и отправлен в ссылку в Альмуньекар. В 1314 году во время восстания в Гранаде вернулся в неё, решив вернуть себе престол. Оказавшись без поддержки, был убит.
Мухаммед III был достаточно образован: знал латынь и древнегреческий, читал античные сочинения, а также лично руководил строительством Альгамбры.

## Семья
Мухаммед III был сыном и наследником Мухаммада II аль-Факиха.